# Party Rock Anthem
Party Rock Anthem is een nummer van het Amerikaanse muziekduo LMFAO. Het liedje is gemaakt in samenwerking met Lauren Bennett en GoonRock. Het nummer is de eerste single van hun album Sorry for Party Rocking, uitgebracht in 2011.
De single heeft in Australië Nieuw-Zeeland, het Verenigd Koninkrijk en Ierland de eerste plaats in de hitlijsten gehaald. In Canada, Denemarken en Noorwegen haalde het lied de top 10.
De videoclip van het nummer is een parodie op de film 28 Days Later uit 2002. De choreografie werd verzorgd door Quest Crew-leden Hokuto Konishi, Ryan Conferido en Victor Kim.

## Hitnoteringen

### Nederlandse Top 40
| Hitnotering: 30-04-2011 t/m 17-09-2011 | Hitnotering: 30-04-2011 t/m 17-09-2011 | Hitnotering: 30-04-2011 t/m 17-09-2011 | Hitnotering: 30-04-2011 t/m 17-09-2011 | Hitnotering: 30-04-2011 t/m 17-09-2011 | Hitnotering: 30-04-2011 t/m 17-09-2011 | Hitnotering: 30-04-2011 t/m 17-09-2011 | Hitnotering: 30-04-2011 t/m 17-09-2011 | Hitnotering: 30-04-2011 t/m 17-09-2011 | Hitnotering: 30-04-2011 t/m 17-09-2011 | Hitnotering: 30-04-2011 t/m 17-09-2011 | Hitnotering: 30-04-2011 t/m 17-09-2011 | Hitnotering: 30-04-2011 t/m 17-09-2011 | Hitnotering: 30-04-2011 t/m 17-09-2011 | Hitnotering: 30-04-2011 t/m 17-09-2011 | Hitnotering: 30-04-2011 t/m 17-09-2011 | Hitnotering: 30-04-2011 t/m 17-09-2011 | Hitnotering: 30-04-2011 t/m 17-09-2011 | Hitnotering: 30-04-2011 t/m 17-09-2011 | Hitnotering: 30-04-2011 t/m 17-09-2011 | Hitnotering: 30-04-2011 t/m 17-09-2011 | Hitnotering: 30-04-2011 t/m 17-09-2011 | Hitnotering: 30-04-2011 t/m 17-09-2011 |
| Week:                                  | 1                                      | 2                                      | 3                                      | 4                                      | 5                                      | 6                                      | 7                                      | 8                                      | 9                                      | 10                                     | 11                                     | 12                                     | 13                                     | 14                                     | 15                                     | 16                                     | 17                                     | 18                                     | 19                                     | 20                                     | 21                                     |                                        |
| -------------------------------------- | -------------------------------------- | -------------------------------------- | -------------------------------------- | -------------------------------------- | -------------------------------------- | -------------------------------------- | -------------------------------------- | -------------------------------------- | -------------------------------------- | -------------------------------------- | -------------------------------------- | -------------------------------------- | -------------------------------------- | -------------------------------------- | -------------------------------------- | -------------------------------------- | -------------------------------------- | -------------------------------------- | -------------------------------------- | -------------------------------------- | -------------------------------------- | -------------------------------------- |
| Positie:                               | 37                                     | 30                                     | 20                                     | 15                                     | 10                                     | 10                                     | 11                                     | 12                                     | 9                                      | 10                                     | 11                                     | 11                                     | 10                                     | 10                                     | 9                                      | 9                                      | 10                                     | 17                                     | 23                                     | 32                                     | 39                                     | uit                                    |

### NederlandseSingle Top 100
| Hitnotering: 16-04-2011 t/m 18-02-2012 | Hitnotering: 16-04-2011 t/m 18-02-2012 | Hitnotering: 16-04-2011 t/m 18-02-2012 | Hitnotering: 16-04-2011 t/m 18-02-2012 | Hitnotering: 16-04-2011 t/m 18-02-2012 | Hitnotering: 16-04-2011 t/m 18-02-2012 | Hitnotering: 16-04-2011 t/m 18-02-2012 | Hitnotering: 16-04-2011 t/m 18-02-2012 | Hitnotering: 16-04-2011 t/m 18-02-2012 | Hitnotering: 16-04-2011 t/m 18-02-2012 | Hitnotering: 16-04-2011 t/m 18-02-2012 | Hitnotering: 16-04-2011 t/m 18-02-2012 | Hitnotering: 16-04-2011 t/m 18-02-2012 | Hitnotering: 16-04-2011 t/m 18-02-2012 | Hitnotering: 16-04-2011 t/m 18-02-2012 | Hitnotering: 16-04-2011 t/m 18-02-2012 | Hitnotering: 16-04-2011 t/m 18-02-2012 | Hitnotering: 16-04-2011 t/m 18-02-2012 | Hitnotering: 16-04-2011 t/m 18-02-2012 | Hitnotering: 16-04-2011 t/m 18-02-2012 | Hitnotering: 16-04-2011 t/m 18-02-2012 | Hitnotering: 16-04-2011 t/m 18-02-2012 | Hitnotering: 16-04-2011 t/m 18-02-2012 | Hitnotering: 16-04-2011 t/m 18-02-2012 |
| Week:                                  | 1                                      | 2                                      | 3                                      | 4                                      | 5                                      | 6                                      | 7                                      | 8                                      | 9                                      | 10                                     | 11                                     | 12                                     | 13                                     | 14                                     | 15                                     | 16                                     | 17                                     | 18                                     | 19                                     | 20                                     | 21                                     | 22                                     | 23                                     |
| -------------------------------------- | -------------------------------------- | -------------------------------------- | -------------------------------------- | -------------------------------------- | -------------------------------------- | -------------------------------------- | -------------------------------------- | -------------------------------------- | -------------------------------------- | -------------------------------------- | -------------------------------------- | -------------------------------------- | -------------------------------------- | -------------------------------------- | -------------------------------------- | -------------------------------------- | -------------------------------------- | -------------------------------------- | -------------------------------------- | -------------------------------------- | -------------------------------------- | -------------------------------------- | -------------------------------------- |
| Positie:                               | 90                                     | 27                                     | 15                                     | 12                                     | 10                                     | 8                                      | 10                                     | 8                                      | 8                                      | 11                                     | 9                                      | 8                                      | 6                                      | 9                                      | 10                                     | 15                                     | 12                                     | 15                                     | 18                                     | 22                                     | 27                                     | 27                                     | 29                                     |
| Week:                                  | 24                                     | 25                                     | 26                                     | 27                                     | 28                                     | 29                                     | 30                                     | 31                                     | 32                                     | 33                                     | 34                                     | 35                                     | 36                                     | 37                                     | 38                                     | 39                                     | 40                                     | 41                                     | 42                                     | 43                                     | 44                                     | 45                                     |                                        |
| Positie:                               | 38                                     | 43                                     | 43                                     | 43                                     | 53                                     | 57                                     | 53                                     | 47                                     | 54                                     | 59                                     | 46                                     | 55                                     | 65                                     | 70                                     | 45                                     | 33                                     | 52                                     | 62                                     | 60                                     | 55                                     | 69                                     | 76                                     | uit                                    |

### VlaamseUltratop 50
| Hitnotering: (Week 1 t/m 32) 23-04-2011 t/m 26-11-2011 Hitnotering: (Week 33 t/m 39) 10-12-2011 t/m 21-01-2012 Hitnotering: (Week 40) 04-02-2012 | Hitnotering: (Week 1 t/m 32) 23-04-2011 t/m 26-11-2011 Hitnotering: (Week 33 t/m 39) 10-12-2011 t/m 21-01-2012 Hitnotering: (Week 40) 04-02-2012 | Hitnotering: (Week 1 t/m 32) 23-04-2011 t/m 26-11-2011 Hitnotering: (Week 33 t/m 39) 10-12-2011 t/m 21-01-2012 Hitnotering: (Week 40) 04-02-2012 | Hitnotering: (Week 1 t/m 32) 23-04-2011 t/m 26-11-2011 Hitnotering: (Week 33 t/m 39) 10-12-2011 t/m 21-01-2012 Hitnotering: (Week 40) 04-02-2012 | Hitnotering: (Week 1 t/m 32) 23-04-2011 t/m 26-11-2011 Hitnotering: (Week 33 t/m 39) 10-12-2011 t/m 21-01-2012 Hitnotering: (Week 40) 04-02-2012 | Hitnotering: (Week 1 t/m 32) 23-04-2011 t/m 26-11-2011 Hitnotering: (Week 33 t/m 39) 10-12-2011 t/m 21-01-2012 Hitnotering: (Week 40) 04-02-2012 | Hitnotering: (Week 1 t/m 32) 23-04-2011 t/m 26-11-2011 Hitnotering: (Week 33 t/m 39) 10-12-2011 t/m 21-01-2012 Hitnotering: (Week 40) 04-02-2012 | Hitnotering: (Week 1 t/m 32) 23-04-2011 t/m 26-11-2011 Hitnotering: (Week 33 t/m 39) 10-12-2011 t/m 21-01-2012 Hitnotering: (Week 40) 04-02-2012 | Hitnotering: (Week 1 t/m 32) 23-04-2011 t/m 26-11-2011 Hitnotering: (Week 33 t/m 39) 10-12-2011 t/m 21-01-2012 Hitnotering: (Week 40) 04-02-2012 | Hitnotering: (Week 1 t/m 32) 23-04-2011 t/m 26-11-2011 Hitnotering: (Week 33 t/m 39) 10-12-2011 t/m 21-01-2012 Hitnotering: (Week 40) 04-02-2012 | Hitnotering: (Week 1 t/m 32) 23-04-2011 t/m 26-11-2011 Hitnotering: (Week 33 t/m 39) 10-12-2011 t/m 21-01-2012 Hitnotering: (Week 40) 04-02-2012 | Hitnotering: (Week 1 t/m 32) 23-04-2011 t/m 26-11-2011 Hitnotering: (Week 33 t/m 39) 10-12-2011 t/m 21-01-2012 Hitnotering: (Week 40) 04-02-2012 | Hitnotering: (Week 1 t/m 32) 23-04-2011 t/m 26-11-2011 Hitnotering: (Week 33 t/m 39) 10-12-2011 t/m 21-01-2012 Hitnotering: (Week 40) 04-02-2012 | Hitnotering: (Week 1 t/m 32) 23-04-2011 t/m 26-11-2011 Hitnotering: (Week 33 t/m 39) 10-12-2011 t/m 21-01-2012 Hitnotering: (Week 40) 04-02-2012 | Hitnotering: (Week 1 t/m 32) 23-04-2011 t/m 26-11-2011 Hitnotering: (Week 33 t/m 39) 10-12-2011 t/m 21-01-2012 Hitnotering: (Week 40) 04-02-2012 | Hitnotering: (Week 1 t/m 32) 23-04-2011 t/m 26-11-2011 Hitnotering: (Week 33 t/m 39) 10-12-2011 t/m 21-01-2012 Hitnotering: (Week 40) 04-02-2012 | Hitnotering: (Week 1 t/m 32) 23-04-2011 t/m 26-11-2011 Hitnotering: (Week 33 t/m 39) 10-12-2011 t/m 21-01-2012 Hitnotering: (Week 40) 04-02-2012 | Hitnotering: (Week 1 t/m 32) 23-04-2011 t/m 26-11-2011 Hitnotering: (Week 33 t/m 39) 10-12-2011 t/m 21-01-2012 Hitnotering: (Week 40) 04-02-2012 | Hitnotering: (Week 1 t/m 32) 23-04-2011 t/m 26-11-2011 Hitnotering: (Week 33 t/m 39) 10-12-2011 t/m 21-01-2012 Hitnotering: (Week 40) 04-02-2012 | Hitnotering: (Week 1 t/m 32) 23-04-2011 t/m 26-11-2011 Hitnotering: (Week 33 t/m 39) 10-12-2011 t/m 21-01-2012 Hitnotering: (Week 40) 04-02-2012 | Hitnotering: (Week 1 t/m 32) 23-04-2011 t/m 26-11-2011 Hitnotering: (Week 33 t/m 39) 10-12-2011 t/m 21-01-2012 Hitnotering: (Week 40) 04-02-2012 | Hitnotering: (Week 1 t/m 32) 23-04-2011 t/m 26-11-2011 Hitnotering: (Week 33 t/m 39) 10-12-2011 t/m 21-01-2012 Hitnotering: (Week 40) 04-02-2012 | Hitnotering: (Week 1 t/m 32) 23-04-2011 t/m 26-11-2011 Hitnotering: (Week 33 t/m 39) 10-12-2011 t/m 21-01-2012 Hitnotering: (Week 40) 04-02-2012 |
| Week: | 1 | 2 | 3 | 4 | 5 | 6 | 7 | 8 | 9 | 10 | 11 | 12 | 13 | 14 | 15 | 16 | 17 | 18 | 19 | 20 | 21 | 22 |
| --- | --- | --- | --- | --- | --- | --- | --- | --- | --- | --- | --- | --- | --- | --- | --- | --- | --- | --- | --- | --- | --- | --- |
| Positie: | 24 | 16 | 3 | 1 | 2 | 3 | 4 | 3 | 3 | 3 | 2 | 2 | 3 | 5 | 5 | 6 | 9 | 14 | 13 | 22 | 24 | 34 |
| Week: | 23 | 24 | 25 | 26 | 27 | 28 | 29 | 30 | 31 | 32 | | 33 | 34 | 35 | 36 | 37 | 38 | 39 | | 40 | | |
| Positie: | 33 | 41 | 46 | 40 | 39 | 50 | 43 | 46 | 44 | 44 | uit | 42 | 40 | 44 | 30 | 24 | 29 | 40 | uit | 45 | uit | |